# ジム・トンプソンの家

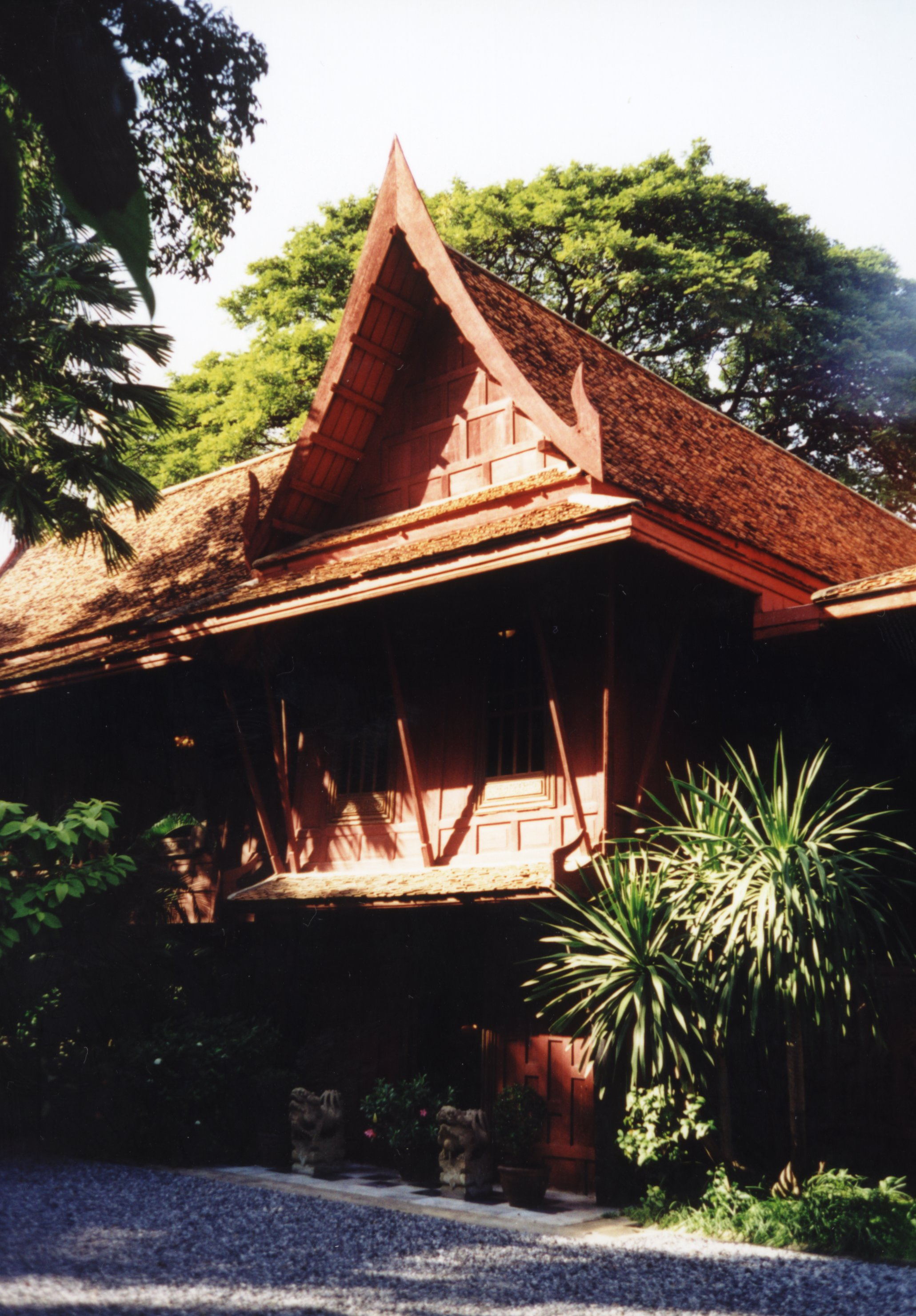
ジム・トンプソンの家

ジム・トンプソンの家 (Jim Thompson House) は、タイのバンコクパトゥムワン区にある博物館。現在はバンコクでも人気の観光地のひとつとなっている。

## 概要
アメリカの実業家でタイのシルク王ジム・トンプソンが、マレーシアのキャメロン・ハイランドで謎の失踪を遂げる直前まで住んでいた家。1950、60年代に彼がタイ各地で集めてきた種々の建築様式が取り入れられている。
トンプソンはシルク会社を立ち上げた頃、東南アジアの芸術作品を集めていた。トンプソンはタイだけでなく、当時のビルマやカンボジア、ラオスも仏教芸術品の収集先としていた。しばしばこれらの国に作品を収集するために出かけていた。ジム・トンプソンの家には、トンプソンが収集した仏教芸術作品などが展示されている。
1977年の日本映画『激殺! 邪道拳』でロケーション撮影にも使われた。

## アクセス
- セン・セープ運河を走る運河船を利用すると、家の前にちょうど停留所があるので便利。